# Грејвел Риџ (Арканзас)
Грејвел Риџ (енгл. Gravel Ridge) град је у америчкој савезној држави Арканзас.

## Демографија
По попису из 2000. године број становника је 3.232.
| Група             | 2000.         | 2010.    |
| Белци             | 2.568 (79,5%) | 0 (0,0%) |
| Афроамериканци    | 458 (14,2%)   | 0 (0,0%) |
| Азијати           | 35 (1,1%)     | 0 (0,0%) |
| Хиспаноамериканци | 95 (2,9%)     | 0 (0,0%) |
| Укупно            | 3.232         | 0        |